# Uzwojenie bifilarne

Uzwojenie bifilarne

Uzwojenie bifilarne – rodzaj uzwojenia nawiniętego jednocześnie dwoma przewodami, które są połączone szeregowo, ale przeciwsobnie, co powoduje znoszenie się indukcyjności obydwu części uzwojenia.
Elektrycznie takie uzwojenie jest równoważne dwóm cewkom. Nawinięcie podwójnym przewodem jest w wielu przypadkach tańsze i prostsze.
Uzwojenie bifilarne wykorzystuje się do produkcji rezystorów o małej wartości indukcyjności pasożytniczej. Element na którym nawinięte jest uzwojenie może być płaski, co dodatkowo zmniejsza indukcyjność.
W specjalnym zastosowaniu, np. w transformatorze powietrznym, obydwa przewody uzwojenia bifilarnego nie muszą być elektrycznie połączone i mogą służyć jako uzwojenie pierwotne i wtórne takiego transformatora.